# Biens communs
Pour les articles homonymes, voir Bien commun (homonymie) et Bien public (homonymie).

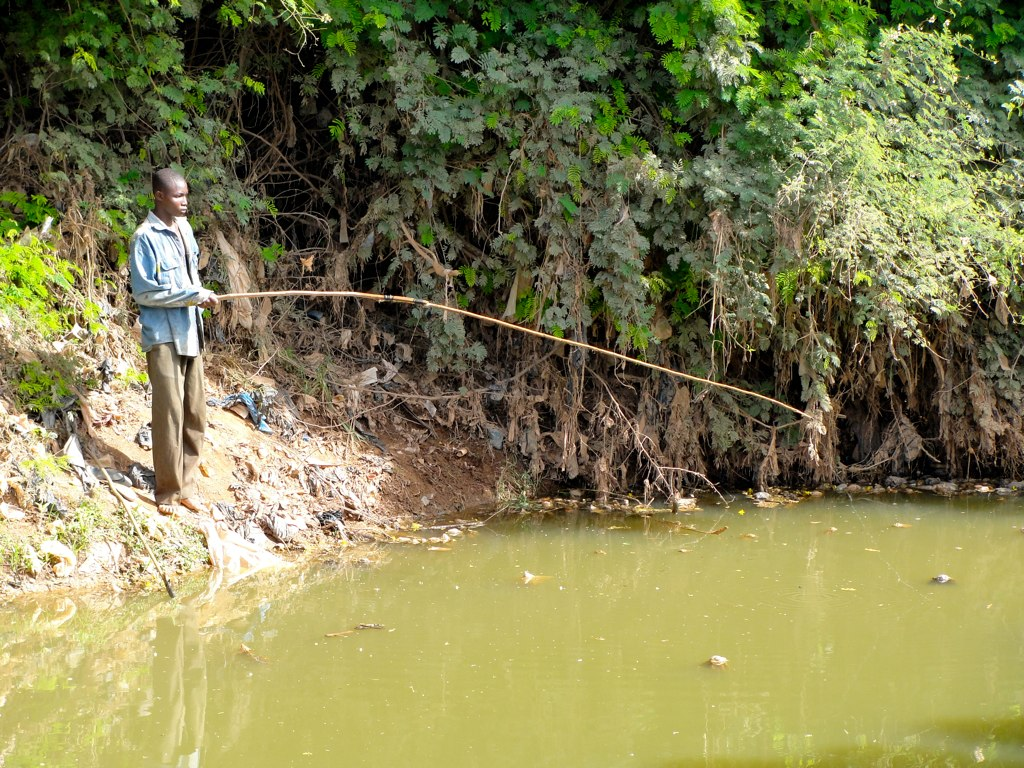
Un homme pêchant : les poissons dans une rivière sont des biens communs

L’expression biens communs est polysémique. En économie, elle désigne les biens publics impurs, des ressources, matérielles ou non, qui sont rivales et non exclusives, car elles peuvent être dégradées par leur consommation. En référence à la forme historique des biens communaux, la notion de communs renvoie également à une forme de propriété collective et aux mouvements qui cherchent à lutter contre la privatisation de certaines ressources ou enclosures.

## Res communisen droit romain
Dans le droit romain un bien commun (res communis) serait une chose inappropriable par essence, tels que l'air, l'eau courante, la mer et le rivage de la mer. Cependant un bien réputé inappropriable peut par la suite être approprié, par exemple une autoroute ou un pont. Une ressource au fond des océans est inappropriable jusqu'au jour où la technologie permet de l'approprier. Un bien commun n'est pas un bien public. En droit romain, les biens publics (res publicae) appartiennent à l'État. En droit américain (Doctrine de la fiducie publique), des biens publics peuvent être mis sous la garde de l'État mais non sous sa propriété.

## Biens communaux, les communs comme régime de propriété en Angleterre et en Europe
Au Moyen Âge, dans le cadre du régime féodal, les biens banaux (ou biens communaux) sont des biens gérés en commun par les occupants du domaine seigneurial. La notion recouvre aussi bien des équipements (ex : le four banal) que des droits d'usage (ex. : le droit de pacage sur les terrains banaux). Elle a été théorisée très tôt par la Common Law britannique, dont le nom dérive d'ailleurs de ce concept philosophique. La Grande Charte accompagnée de la Charte des forêts, signée par le roi anglais Jean sans Terre en 1215, assure ainsi un accès partagé aux ressources naturelles. À la fin du Moyen Âge, le domaine d'application de la propriété privée se développe. Les lois sur l'enclosure des pâturages en Angleterre ou sur le vol de bois en Prusse participent de cette logique contraire à la communalité des biens. Depuis la fin du XXe siècle, l'approche médiévale des biens communs est reprise car elle apparaît comme une voie de sortie à la crise structurelle des sociétés contemporaines, notamment en ce qui concerne la gestion durable des ressources naturelles et le partage des connaissances. Les travaux d'Elinor Ostrom, prix Nobel d'économie, ont mis en lumière la façon dont des communautés dans le monde entier s'organisent pour gérer durablement des ressources naturelles, en opposition avec les travaux de Garrett Hardin. La limite de ses travaux sont qu'ils ne portent que sur de petites communautés, quelques dizaines de milliers de personnes au maximum. Sollicitées pour faciliter la négociation sur le climat, ses propositions n'ont pas déplacé les lignes dans ce domaine.

### Du commun aux enclosures

#### Commun féodal
En Angleterre l'existence d'un droit coutumier concernant les forêts est déjà attesté par le Code d'Oxford du roi Knut II de Danemark (995-1035). Les forêts appartenaient à leur propriétaire mais faisaient l'objet d'un usage collectif par les commoneurs. Les droits accordés variaient selon les endroits mais avaient en commun de permettre aux pauvres de pourvoir aux premières nécessités de la vie. Selon les endroits, le bois d'œuvre revenait au seigneur, mais le reste du bois (particulièrement celui tombé au sol) aux commoneurs, l'autorisation était donnée de couper du bois pour réparer sa maison ou fabriquer des charrues et des barrières, le bétail et les cochons pouvaient se nourrir dans la forêt ou dans les herbages, etc.

#### Remise en cause du commun
Le concept central de la coutume féodale n'est pas celui de la propriété mais celui d'obligations réciproques. Ce qui permit aux rois d'Angleterre, à partir du XIe siècle, de s'approprier une partie des forêts de barons pour la chasse ou pour leur usage et leur loisir personnel au détriment des barons et des commoneurs. Les moyens de subsistance des commoneurs furent menacés et des luttes sociales âpres et prolongées en résultèrent. Par deux fois entre le XIIe siècle et le XIIIe siècle, les barons s'insurgèrent contre la royauté et leurs droits anciens furent rétablis. La Magna Carta et la Charte des forêts, mettent fin à ces rébellions et explicitent les droits coutumiers. En 1225, la Charte des Forêts accorde les droits traditionnels des commoneurs même sur les terres et les forêts royales.
Dans la féodalité, la terre relevait de règles juridiques et coutumières. Au XVIIe siècle, avec la montée du capitalisme, l’interdiction de clôturer les terres agricoles inscrite dans la Magna Carta fut contestée au Parlement. Les riches gentilshommes campagnards et des négociants fortunés multiplièrent les enclosures, la terre clôturée valant deux à trois fois celle qui ne l’était pas. La position du Parlement, opposé aux enclosures, n’empêcha plus leurs pratiques. L’intérêt privé prévalait contre la justice. La violence ou l’intimidation étaient courantes. Les pauvres à qui l’on volait leur part de communaux émigrèrent en ville, se transformant en une masse de mendiants et de voleurs. Les villages étaient abandonnés, les villes dévastées. L’ordre social en fut bouleversé.

## Communs comme mode de gestion collective
Le droit des communs est resté longtemps ignoré. Il s'agit essentiellement d'un droit coutumier. Selon David Bollier, il remonte au moins à l'Égypte ancienne et à l'Empire romain. Il est très présent dans l'Europe du Moyen Âge.
Le bien commun est défini comme relevant d'une appropriation, d'un usage et d'une exploitation collectifs. Renvoyant à une gouvernance communautaire, les biens communs correspondent à des objets aussi divers que les rivières, le savoir ou le logiciel libre. Ils supposent ainsi qu'un ensemble d'acteurs s'accorde sur les conditions d'accès à la ressource, en organise la maintenance et la préserve.

## Biens communs en économie
Les biens communs se distinguent d'un bien collectif (non rival) par leur rivalité forte, et d'un bien privé (excluable) par leur faible excluabilité.
|                 | Excluabilité forte | Excluabilité faible |
| --------------- | ------------------ | ------------------- |
| Rivalité forte  | bien privé         | bien commun         |
| Rivalité faible | bien de club       | bien collectif *    |

* pour désigner un bien à la fois non-rival et non-excluable (ex : un phare, un air pur…), les économistes français parlent de préférence de "bien collectif", par opposition au bien "privé". Cependant, l'anglicisme "bien public" (public goods) est parfois utilisé en France. Cependant un "bien public" désigne aussi (et surtout) un bien produit et fourni par la puissance publique (ex : éducation publique, banc public…). Or, un bien "public" dans ce deuxième sens n'est pas nécessairement un bien "collectif" : par exemple, un banc public est bien mis à disposition des usagers par les pouvoirs publics, mais il est rival : l'usage du banc par quelques individus empêche tous les autres d'en profiter. C'est donc un bien commun (quant à son usage) public (quant à sa production).

## Communs comme ressources naturelles

### «Tragédie des biens communs» de Garrett Hardin
Pour Garrett Hardin, un bien commun ne peut qu’être dégradé dans le temps. Il illustre cet axiome dans la notion de « tragédie des biens communs » en prenant l’exemple d’un pâturage ouvert. Il écrit : 

« On peut s'attendre à ce que chaque éleveur essaie de mettre le plus de bétail possible sur les terrains communaux. »

À un certain moment le pâturage est saturé. Néanmoins « en tant qu'être rationnel chaque éleveur cherche à maximiser ses gains » et continue à ajouter un animal. Le pâturage est finalement surexploité. Il devient de moins en moins fertile, ce qui entraîne la « ruine de tous ». Cette incapacité de l’individu à prendre en compte l’intérêt collectif et à collaborer est corroborée en psychologie expérimentale par le jeu du dilemme du prisonnier. Lors d’une conférence, en 1832, William Forster Lloyd était parvenu à la même conclusion en se basant sur un scénario fictif concernant une caisse commune d’argent.
Traiter un bien commun comme un bien privé conduit à sa destruction, comme l'a souligné Garrett Hardin. Dès lors se pose la question de sa régulation.

### Travaux d’Elinor Ostrom: l'auto-gestion des biens communs

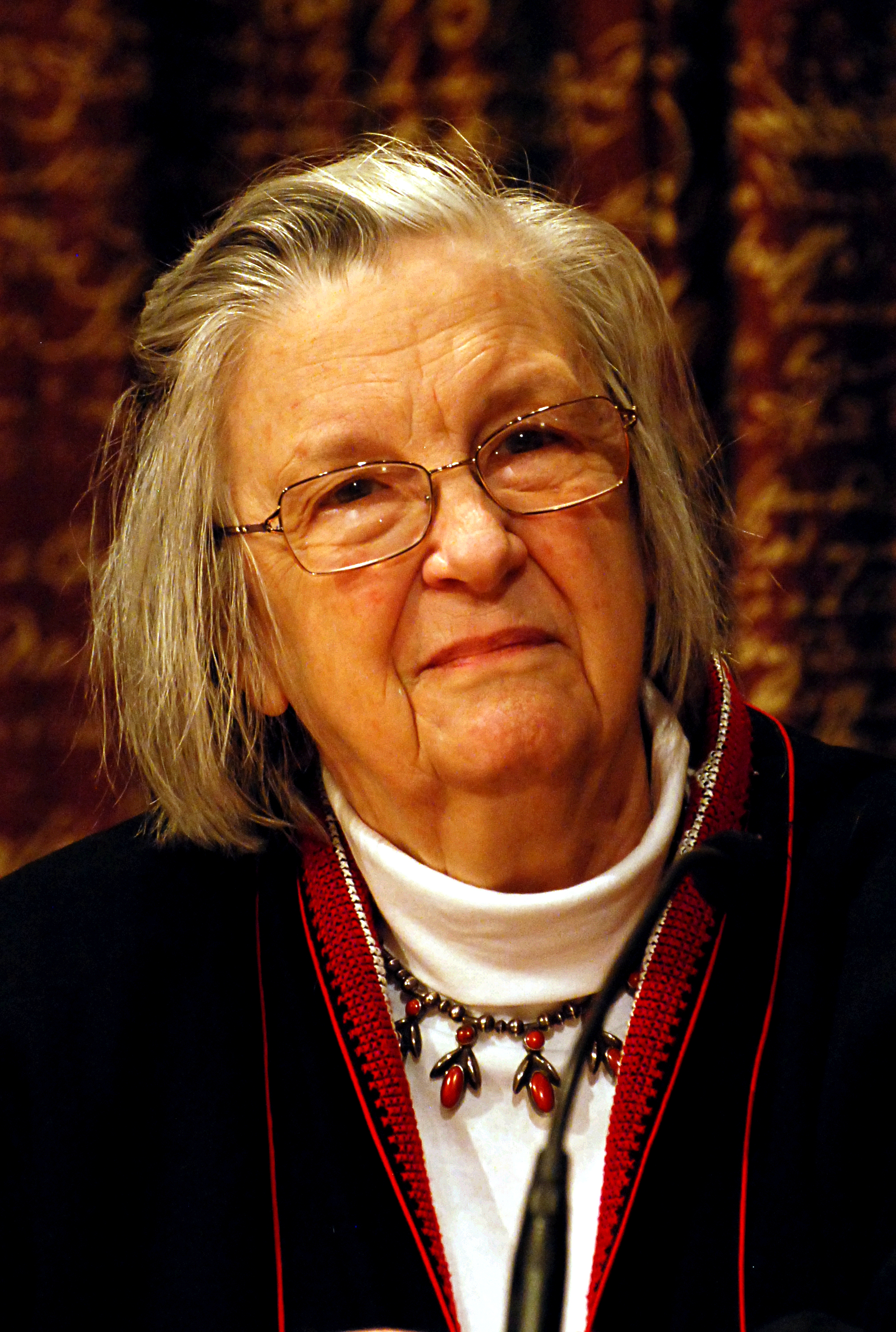
Elinor Ostrom, en 2009, lors de la cérémonie de remise des prix Nobel.

Pour Elinor Ostrom, un bien commun est un bien géré par les appropriateurs eux-mêmes.
Elinor Ostrom s’est intéressée aux institutions fondées sur la coopération. Elle a vu des terres communales en Éthiopie, des collecteurs de caoutchouc en Amazonie et des pêcheurs aux Philippines. Ont été particulièrement étudiés les prairies et forêts de haute montagne (Törbel en Suisse, villages de Hirano, Nagaique et Yamanaka au Japon), les systèmes d’irrigation (Valence, Murcie et Orihuela, Alicante en Espagne) et les communautés d’irrigation (Philippines). Dans tous ces cas l’utilisation collective et auto-organisée des ressources remonte à plus de 100 ans, voire, pour le plus ancien, à 1 000 ans.

#### Élaboration d’un commun
Selon Ostrom, l’élaboration d’un commun durable à long terme concernant une ressource limitée relève toujours d’une même démarche. Les appropriateurs, c’est-à-dire les usagers du bien commun, se trouvent en interdépendance. Ils se connaissent. Prendre leurs décisions de façon indépendante a deux inconvénients. D’une part les résultats obtenus seront inférieurs à ceux qui seraient procurés dans le cadre d’une stratégie coordonnée. D’autre part la ressource elle-même pourrait finalement être détruite. Afin de recueillir des bénéfices conjoints permanents, ils décident de s’organiser. Cette construction du commun n’assure pas seulement l’efficacité productive : elle développe également des comportements différents et des subjectivités nouvelles. Des normes comportementales et des mécanismes sociaux se mettent en place. Il s’établit un climat de confiance et un sens de la communauté.

#### Règles
Les règles, fixées par les appropriateurs eux-mêmes, limitent leurs actions.

« Elles spécifient, par exemple, combien d’unités de ressources un individu peut s’approprier, quand, où et comment elles peuvent être appropriées ainsi que les contributions en termes de main d’œuvre, de matériel ou d’argent… Les unités de ressource seront (alors) allouées de manière plus prévisible et efficace… et le système de ressource lui-même sera maintenu dans le temps. »

#### Reconnaissance institutionnelle
Les appropriateurs sont les seuls habilités à fixer les règles et les sanctions et à les appliquer. Cependant leurs institutions doivent ne pas être remises en cause par les autorités gouvernementales. Une reconnaissance minimale de la légitimité de ces règles doit donc être fournie par les autorités centrales.

#### Institutions imbriquées
Les biens communs peuvent être organisés en différents niveaux d'institutions imbriqués, ce qui implique une organisation plus complexe. Ils peuvent par exemple chevaucher sur plusieurs juridictions publiques locales ou régionales. Ainsi dans le cas de systèmes d’irrigation avec dérivations multiples, chaque dérivation représente en soi un système. Pour garantir une durabilité longue, les mêmes règles doivent être appliquées aux différents niveaux. Le consensus est la règle dominante pour prendre des décisions à tous les échelons de l’organisation. Les représentants d’un niveau à un niveau supérieur doivent être choisis non par un vote majoritaire mais par consensus.

#### Efficacité
Les institutions qui perdurent sur de nombreuses générations doivent leur longévité à un niveau élevé du climat de confiance, aux règles particulières parfaitement adaptées au commun et à la flexibilité de ces règles. Les bonnes règles opérationnelles ne se trouvent pas au premier essai. Plusieurs tentatives sont nécessaires. Cet apprentissage collaboratif est un processus incrémentiel qui accroît le niveau de confiance et autotransforme les appropriateurs. Les individus internalisent les normes qu’ils émettent avec les autres. Des mécanismes sociaux se mettent en place. Les personnes qui violent les règles risquent un blâme social. Chaque commun a ses règles particulières. Ainsi les communs suisses dans les alpages ont des règles différentes d’un pâturage à l’autre. Les règles évoluent selon la conjoncture. Dans les pâturages, elles ne sont pas les mêmes une année de sécheresse ou une année pluvieuse. La spécificité des règles et leur flexibilité expliquent la solidité du commun et sa durabilité.

### Réfutation de la «tragédie des biens communs»
Selon Elinor Ostrom et David Bollier, le modèle de Garrett Hardin concernant les pâturages surexploités, de même que le dilemme du prisonnier, ne répondent pas à la définition d'un bien commun. Les individus ne communiquent pas entre eux. Ils n'ont pas de relations préalables, ni d'histoire ou de culture partagées. Ils ne nouent pas des liens de confiance, ne partagent pas leurs savoirs et n'ont pas de futur commun. Dans le scénario fictif de Hardin,

« le pâturage n'a pas de vraie délimitation, pas de règles de gestion, pas de sanction pour prévenir la surexploitation et pas de communauté d'usagers définie. Bref, ce n'est pas un commun. »

Garrett Hardin, comme Lloyd, opère une confusion entre gratuité, libre accès et propriété commune.

#### Biens communs environnementaux
Pour Geneviève Azam et Costanza, l’action délétère de l’homme sur la nature et sur ses ressources exige des mesures de sauvegarde. Le capital naturel, les services écosystémiques, les ressources, les capacités de la Terre à absorber les déchets, etc. doivent être considérés comme des biens communs et gérés comme des communs, dans le souci des droits de tous les peuples et des générations futures. Les pays anglo-saxons utilisent couramment la fiducie pour sauvegarder, sans les privatiser, des biens communs environnementaux tels que des terres, des forêts, des aires protégées, des aquifères. La fiducie pose des conditions strictes à l’usage de ces biens dont elle a acquis la propriété.

## Biens communs et le numérique

### Biens communs immatériels
Les biens communs immatériels, également appelés biens communs de la connaissance ou biens communs informationnels, se caractérisent par leur non-rivalité, c'est-à-dire que leur utilisation ne les épuise pas ou n'en prive pas les autres utilisateurs. Au contraire, leur diffusion et leur propagation sont source de création. Selon les distinctions conceptuelles, encore répandues, établies par Paul Samuelson, qui ne traite pas de la question de la gouvernance, rien ne les distinguerait d'un bien public. Ils s'en différencient néanmoins par une production et une gestion communautaire.
Le logiciel libre ou les données ouvertes sous licence copyleft figurent parmi les « biens communs » informationnels. Mais on peut aussi considérer que la connaissance ou le savoir en général relèvent des biens communs dans la mesure où nul ne peut légitimement s'en emparer pour en priver autrui. Les ressources éducatives libres ou les encyclopédies sous Licence Creative Commons entrecroisent les deux perspectives.
Un nombre croissant d'acteurs (intellectuels, enseignants-chercheurs, acteurs politiques et associatifs) considère qu'il importe de prendre des mesures (sur le plan culturel, juridique et politique) pour préserver les biens communs de la connaissance contre les effets d'une privatisation ou d'une fermeture abusive de l'information.
La question des arbitrages entre propriété et biens communs concerne aussi le maintien de la diversité culturelle. Les possibilités de partage et d'appropriation des produits de la culture par les usagers conditionnent en effet les processus d'identification et de transmission.

## Communs comme mouvement social contre la privatisation et la marchandisation
Le succès contemporain des biens communs s'explique par le nouveau souffle qu'ils apportent à l'opposition au néolibéralisme, leur plasticité et leur capacité à intégrer des initiatives isolées et marginales, comme les monnaies alternatives et les mouvements de droits d'accès aux médicaments génériques. L'essor des réseaux, et en particulier d'Internet, en facilite la gestion et le développement, tout en en créant de nouveaux. Le principe même de la neutralité du net, le refus de discriminer l'accès au réseau, assimile le web à un bien commun.
Les communs cristallisent de nombreux enjeux juridiques, politiques, intellectuels et économiques dans la mesure où ils proposent une alternative au modèle marchand et génèrent de nouveaux espaces de diffusion de la connaissance.
Un bien commun n'implique pas la suppression de la propriété privée. Des utilisateurs peuvent vouloir créer un bien commun et pour cela, en acquérir les droits de propriété. De même, un bien commun ne s'oppose pas au marché. Le bien commun est seulement soustrait du marché pour être réservé à un usage commun.

### Second mouvement des enclosures
Selon l'économiste Geneviève Azam et le juriste James Boyle, il existerait un second mouvement des enclosures. De la même manière que les champs et les pâturages sont passés dans le domaine privé à partir du XVIe siècle, la connaissance est devenue une propriété intellectuelle à partir des années 1980 . Geneviève Azam donne l'exemple du brevet : avant les années 1980 le brevet récompensait une invention et le génie humain, or depuis ce second mouvement le droit de propriété se porte sur les découvertes sans preuve d'invention, d'où les brevets sur des bactéries et donc sur le vivant. Les brevets sont aujourd'hui des moyens de protection du processus de découverte donc de la connaissance.

### Biens communs et mutation sociétale
La généralisation des biens communs tend à élargir la circulation des idées en opposition à l'appropriation privée, générant une situation conflictuelle. Philippe Aigrain affirme ainsi que ce sont deux conceptions du monde qui s'affrontent, l'une reposant sur la coopération et la diversité des acteurs, l'autre reposant sur des multinationales monopolistiques. L'extension du domaine de la brevetabilité à des plantes traditionnelles cultivées depuis longtemps et les résistances qui en découlent illustre cette évolution.

#### Économie collaborative
Dans une interview accordée à Futuribles, Jeremy Rifkin évalue les conséquences du développement de l’Internet, de la numérisation de l’énergie renouvelable, de la logistique automatisée et numérisée et des interconnexions des objets. Il en déduit une extrême productivité qui aboutira à des coûts marginaux nuls. Le système économique en serait modifié. Une économie collaborative pourra fonctionner par des relations en réseau où les grandes entreprises seront remplacées par des communaux collaboratifs (collaborative commons),.

#### Paradigme coopératif
David Bollier souligne que 

« de nombreux scientifiques commencent aujourd’hui à envisager la vie et l’évolution à travers un prisme métaphysique très différent : la vie y est conçue comme un système d’agents coopératifs qui s’efforcent en permanence de nouer des relations significatives et d’échanger des dons. La concurrence existe toujours, certes, mais entremêlée à des formes profondes de coopération. »

Ce paradigme est celui en œuvre dans les biens communs. Le Système d’intensification du riz est un réseau international de paysans qui s’assistent mutuellement pour sauvegarder les variétés biologiques du riz et améliorer leur rendement. La Biobanking and Biomolecular Resources Research Infrastructure (BBMRI) à Graz (Autriche) coordonne les immenses collections d’échantillons de tissus humains, de sang, d’urine, etc. de neuf pays européens.

#### Statut légal
Pour Elinor Ostrom, la gestion d’un bien commun par une communauté peut être plus efficace que la gestion par l’État. Concernant les biens environnementaux, l’État n’est pas forcément le mieux placé pour assurer leur sauvegarde. David Bollier estime que l’État devrait considérer les communs comme servant le bien public et comme une alternative pratique à l’État et au marché. Il demande la reconnaissance par l’État d’une gouvernance écologique fondée sur les communs. La relation qualitative exprimée dans les communs justifie leur encouragement par l’État et des aides financières. En Italie le Gouvernement Prodi II avait chargé la Commission Rodotà en 2007 d’introduire la notion de biens communs dans le Code civil.

## Penseurs francophones des communs

### Dardot et Laval
Pour Dardot et Laval, un bien commun serait un bien qui ne doit pas être approprié pour des raisons éthiques ou sociétales. Aucune chose n'est commune par nature. Une chose est rendue commune par des pratiques collectives. Un bien commun nécessite une gestion et des institutions.
Pour Dardot et Laval,un droit commun mondial doit être institué.

## Synthèse des définitions
| NOTION        | NOTION                     | N° | DÉFINITION | EXEMPLE                                         | DISCIPLINE                                | AUTEURS                                                 |
| Biens Communs | Biens communs (par nature) | 1  | Biens non-exclusifs et rivaux, sujets à des dilemmes sociaux (notamment la surexploitation) | Les arbres d'une forêt                          | Économie                                  | E. Ostrom, P. Samuelson                                 |
| Biens Communs | Biens communs (par nature) | 2  | Choses communes à l'usage de tous les hommes et exclues de la propriété privée | L'air                                           | Droit, Histoire                           | Cornu                                                   |
| Biens Communs | Biens communs (institués)  | 3  | Choses instituées comme étant nécessaires à l'exercice des droits fondamentaux, au libre développement de la personne et des générations futures et dont l'accès à tous doit être assuré par la loi | Les zones environnementales protégées           | Droit                                     | Commission Rodotà                                       |
| Biens Communs | Biens communs numériques   | 4  | Ressources numériques (système ou unité) accessibles à tous, parfois sous certaines conditions. Similaire à la définition n°3                                                                       | Photos sous licence Creative Commons            | Droit et Économie                         | L. Lessig, P. Aigrain                                   |
| Communs       | Communs                    | 5  | Toute ressource (système et unités) en accès partagé gérée de manière auto-organisée par une communauté en vue de garantir l'intégrité de la ressource dans le temps                                | Système d'irrigation (système) et l'eau (unité) | Sciences politiques, Économie             | C. Hess, E. Oström                                      |
| Communs       | Communs numériques         | 6  | Ressources numériques (système et unité) au régime de propriété partagé, dont la gouvernance est participative et qui sert à son enrichissement. Similaire à la définition n°5                      | Wikipédia                                       | Droit , Économie                          | E. Oström, C. Hess, B. Coriat, Y. Benkler               |
| Commun        | Commun commoning[Quoi ?]   | 7  | Le principe politique de la praxis instituante d'autogouvernement | Coopératives                                    | Philosophie politique, Économie politique | D. Bollier, M. Bauwens, P. Dardot & Laval, P. Linebaugh |

#### Notions
- Altruisme réciproque
- Bien public
- Biens publics à l'échelle mondiale
- Bien commun
- Bien tutélaire
- Bien privé
- Bien de club
- Bien immatériel
- Biens anti-rivaux
- Communs
- Coopérative
- Droit coutumier
- Droit naturel
- Écologie sociale
- Entrepreneuriat social
- Gagnant-gagnant, Donnant-donnant, Perdant-perdant
- Localisme
- Négociation raisonnée
- Projet d'intérêt général
- Service public
- Société civile
- Patrimoine culturel
- Patrimoine naturel
- Tiers-lieu
- Mouvement des biens communs
- Tragédie des biens communs

#### Biens particuliers
- Res communis, Common law
- Biens communaux
- Droits de la nature, Écocide
- Charte mondiale de la nature, Naturalité (environnement)
- Droit de l'eau, Droit international de l'eau, Acqua Bene Comune Napoli
- Droit de l'espace, Droit de la mer
- Biens communaux, Tragédie des biens communs
- Matériel libre, Biens anti-rivaux
- Hackerspace, Makerspace : Fab lab, TechShop, RepRap, Repair café
- Open Source Ecology
- Économie collaborative, financement participatif, mutualisation
- Cotravail, travail collaboratif, apprentissage collaboratif
- Plateforme de travail collaboratif, portail collaboratif
- Production participative, processus collaboratif pair à pair
- Famille d'entreprises Grameen
- Georgisme

#### Personnes
- Gracchus Babeuf (1760-1797)
- Yochai Benkler (1964-)
- James Boyle (universitaire) (en) (1959-)
- Étienne Cabet (1788-1856)
- Léon Duguit (1859-1928)
- Charles Gide (1847-1932)
- Garrett Hardin (1915-2003)
- Michael Hardt (1960-)
- Maurice Hauriou (1856-1929)
- Michael Heller (juriste) (en) (?-)
- Wesley Newcomb Hohfeld (1879-1918)
- Tony Honoré (en) (1921-)
- Rudolf von Jhering (1818-1892)
- Louis Josserand (1868-1941)
- John Locke (1632-1704)
- Gabriel Bonnot de Mably (1709-1785)
- Karl Marx (1818-1883)
- Étienne-Gabriel Morelly (1717-1782)
- Toni Negri (1933-)
- Elinor Ostrom (1933-2012)
- Pierre-Joseph Proudhon (1809-1865)